# Drake (ort i Australien)
Drake är en ort i Australien. Den ligger i kommunen Tenterfield Municipality och delstaten New South Wales, i den sydöstra delen av landet, omkring 560 kilometer norr om delstatshuvudstaden Sydney. Antalet invånare är 129.
Trakten runt Drake är nära nog obefolkad, med mindre än två invånare per kvadratkilometer.. Det finns inga andra samhällen i närheten.
I omgivningarna runt Drake växer i huvudsak städsegrön lövskog. Genomsnittlig årsnederbörd är 1 201 millimeter. Den regnigaste månaden är januari, med i genomsnitt 242 mm nederbörd, och den torraste är juli, med 35 mm nederbörd.